# Marvin Ogunsipe
Marvin Olayele Ogunsipe (* 26. Februar 1996 in Wien) ist ein österreichisch-deutscher Basketballspieler.

## Laufbahn

### Vereine
Ogunsipe, Sohn einer österreichischen Mutter und eines nigerianischen Vaters, spielte für die Vienna D.C. Timberwolves in seiner Heimatstadt Wien. Er kam zu Einsätzen in der 2. Bundesliga-Mannschaft des Vereins. Im Rahmen einer Kooperation zwischen seinem Stammverein und dem FC Bayern München kam er 2014 nach Deutschland. Er wurde von den Münchnern in der Nachwuchs-Basketball-Bundesliga sowie in der zweiten Herrenmannschaft eingesetzt. Mit Letzterer wurde er 2016 Meister der 1. Regionalliga Süd-Ost und stieg in die 2. Bundesliga ProB auf. Sein Debüt in der Basketball-Bundesliga gab er für den FCB im Februar 2017 gegen Alba Berlin. Im September 2018 nahm er die deutsche Staatsbürgerschaft an, die österreichische behielt er. 2018 und 2019 wurde er mit dem FC Bayern deutscher Meister. 2017/18 betrug seine Einsatzzeit in der Bundesliga noch rund zwei Minuten pro Spiel, 2018/19 stand er im Schnitt knapp sieben Minuten je Begegnung auf dem Feld.
Zur Saison 2019/20 wechselte Ogunsipe leihweise zum Bundesliga-Aufsteiger Hamburg Towers. Im Mai 2020 schloss er sich den Crailsheim Merlins an, um mit den Hohenlohern am Saisonschlussturnier der Bundesliga teilzunehmen, bei welchem nach der Unterbrechung wegen der Coronavirus-Pandemie die deutsche Meisterschaft ausgespielt wurde. Danach ging er wiederum als Leihspieler nach Hamburg zurück. Am 9. Juli 2021 gab der FC Bayern München bekannt, dass Ogunsipe nach seiner Leihzeit wieder beim FCB spielt. In München setzte sich Ogunsipe nicht durch, in der Saison 2021/22 blieb seine Einsatzzeit in der Bundesliga auf rund viereinhalb Minuten je Begegnung begrenzt.
Im August 2022 wurde Ogunsipe vom spanischen Zweitligisten CB Almansa als Neuzugang angekündigt. Nach einem Spieljahr bei dem Verein wechselte er innerhalb der Liga zu Força Lleida. HLA Alicante wurde im Sommer 2024 sein dritter Verein in Spaniens zweithöchster Liga. Ende Dezember 2024 wechselte Ogundipe innerhalb der Spielklasse zu Club Ourense Baloncesto.
Nach drei Jahren in Spanien ging er im Sommer 2025 nach Deutschland zurück und wurde Mitglied der Zweitligamannschaft Crailsheim Merlins.

### Nationalmannschaft
Ogunsipe war österreichischer Nationalspieler in der U16, U18 und U20 und nahm in all diesen Altersstufen an B-Europameisterschaften teil. 2015 wurde er erstmals in die A-Nationalmannschaft berufen.